# آلبوم حرکت سیالات
کتاب آلبوم حرکت سیالات حاوی حدود ۴۰۰ عکس سیاه و سفید است که در محیط آزمایشگاه از انواع مختلف جریان‌های سیالات گرفته شده‌است. این تصاویر که به تدریج و در سال‌های مختلف توسط محققانی از سراسر دنیا گرفته شده بود در سال ۱۹۸۲  توسط آقای میلتن ون دایک در قالب یک کتاب گردآوری و منتشر شد. در زیر عنوان هر تصویر علاوه بر نام عکاس و سال تهیه عکس شرایط و داده‌های آزمایشگاهی یا وسایلی که با استفاده از آن چنین جریان‌های خلق شده‌اند، ذکر شده‌است.
این کتاب توسط نویسنده آن آقای میلتن ون دایک (استاد مکانیک سیالات دانشگاه استنفرد آمریکا) با هزینه شخصی به رشته تحریر در آمد.